# 모던파머
《모던파머: 현대농부》는 2014년 10월 18일부터 2014년 12월 27일까지 SBS에서 방영된 SBS 주말극장이다.

## 기획 의도
스토리는 옛날 잘나가던 락밴드가 현재는 해체 상태인 인생을 역전시키기 위해 귀농하여 배추 농사로 떼돈을 벌어서 부채 1억원도 갚고 음반도 내기 위해 주인공 일행이 분투하는 이야기다.

## 등장 인물

### 주요 인물
- 이홍기 : 이민기 역
- 이하늬 : 강윤희 역
- 박민우 : 강혁 역
- 이시언 : 유한철 역
- 곽동연 : 한기준 역

### 윤희네
- 이한위 : 강영식 역
- 이일화 : 윤혜정 역
- 김재현 : 강홍구 역
- 황재원 : 강민호 역
- 김병옥 : 한인기 역
- 박진주 : 한상은 역

### 청년회장네
- 조상건 : 박득출 역
- 김부선 : 이용녀 역
- 서동원 : 박상득 역
- 권민아 : 이수연 역

### 전 이장네
- 박영수 : 황만구 역
- 마리아 : 디아나 역
- 정링컨 : 황민국 역
- 오영실 : 김순분 역
- 조우리 : 황이지 역
- 김주현 : 송화란 역

### 미영이네
- 정시아 : 유미영 역
- 장서희 : 최은우 역

### 서울 사람들
- 한보름 : 한유나 역
- 유지연 : 윤미자 역
- 김원해 : 독사 역
- 남명렬 : 강원장 역

### 특별 출연
- 정규수 : 의사 역
- 류혜린 : 여고생 역
- 최종훈 : 상두록리 이장 역
- 심권호 : 상두록리 씨름선수 역
- 박대규 : 상두록리 5인방 역
- 이도연 : 봉련 역
- 박완규 : 록클럽 사장 역
- 권오중 : 인삼밭 도둑 역
- 장원영 : 인삼밭 도둑 역
- 이재우 : 피아니스트 이현석 역
- 장영남 : 윤숙경 역
- 김지은 : 아이돌 민아 역
- 송진우 : 김의원 부하 역
- 장도연
- 박나래
- 황철순
- 김승훈
- 홍승범
- 이재인

## 시청률
최저 시청률과 최고 시청률은 시청률 조사회사와 지역별로 시청률에 차이가 있을 수 있습니다.
| 2014년      | 2014년      | 2014년         | 2014년       | 2014년         | 2014년       |
| 회차        | 방송일      | TNmS 시청률    | TNmS 시청률  | AGB 시청률     | AGB 시청률   |
| 회차        | 방송일      | 대한민국(전국) | 서울(수도권) | 대한민국(전국) | 서울(수도권) |
| ----------- | ----------- | -------------- | ------------ | -------------- | ------------ |
| 제1회       | 10월 18일   | 4.8%           | 5.2%         | 4.3%           | 4.9%         |
| 제2회       | 10월 19일   | 4.9%           | 5.3%         | 5.2%           | 5.6%         |
| 제3회       | 10월 25일   | 4.5%           | 5.1%         | 4.9%           | 5.2%         |
| 제4회       | 10월 26일   | 5.3%           | 6.1%         | 5.4%           | 6.5%         |
| 제5회       | 11월 1일    | 5.6%           | 6.6%         | 5.1%           | 5.8%         |
| 제6회       | 11월 2일    | 5.4%           | 6.4%         | 6.3%           | 7.1%         |
| 제7회       | 11월 8일    | 3.9%           | 4.5%         | 4.6%           | 5.2%         |
| 제8회       | 11월 9일    | 4.6%           | 4.9%         | 5.0%           | 5.4%         |
| 제9회       | 11월 15일   | 4.3%           | 4.6%         | 5.1%           | 5.5%         |
| 제10회      | 11월 16일   | 4.3%           | 4.9%         | 4.4%           | 4.9%         |
| 제11회      | 11월 22일   | 3.6%           | 4.0%         | 4.3%           | 4.7%         |
| 제12회      | 11월 23일   | 4.5%           | 4.7%         | 4.6%           | 4.6%         |
| 제13회      | 11월 29일   | 3.7%           | 4.6%         | 4.3%           | 4.5%         |
| 제14회      | 11월 30일   | 3.6%           | 4.4%         | 4.0%           | 4.2%         |
| 제15회      | 12월 6일    | 4.3%           | 5.0%         | 4.4%           | 4.5%         |
| 제16회      | 12월 7일    | 3.9%           | 4.3%         | 4.1%           | 4.9%         |
| 제17회      | 12월 13일   | 3.2%           | 3.5%         | 3.6%           | 4.4%         |
| 제18회      | 12월 14일   | 3.8%           | 4.6%         | 4.2%           | 5.2%         |
| 제19회      | 12월 20일   | 2.8%           | 3.5%         | 3.6%           | 4.6%         |
| 제20회      | 12월 27일   | 3.4%           | 4.2%         | 4.0%           | 4.1%         |
| 평균 시청률 | 평균 시청률 | 4.2%           | 4.8%         | 4.6%           | 5.1%         |

## 결방
- 2014년 12월 21일 : SBS 가요대전으로 인해 결방[3]

## 동시간대 드라마
- KBS 2TV 주말 드라마 가족끼리 왜 이래
- MBC 주말 드라마 장미빛 연인들

## 참고 사항
- 이 작품부터 미니시리즈 형식으로 개편되었으나 중장년층을 주시청자로 삼았음에도 미니시리즈 내용을 지향했던 탓인지[4] 기대 이하의 성적에 그쳤으며 이일화(윤혜정 역)는 해당 작품 이후 타방송사 위주로 활동 중이다.